# Mezzaluna turca (strumento musicale)

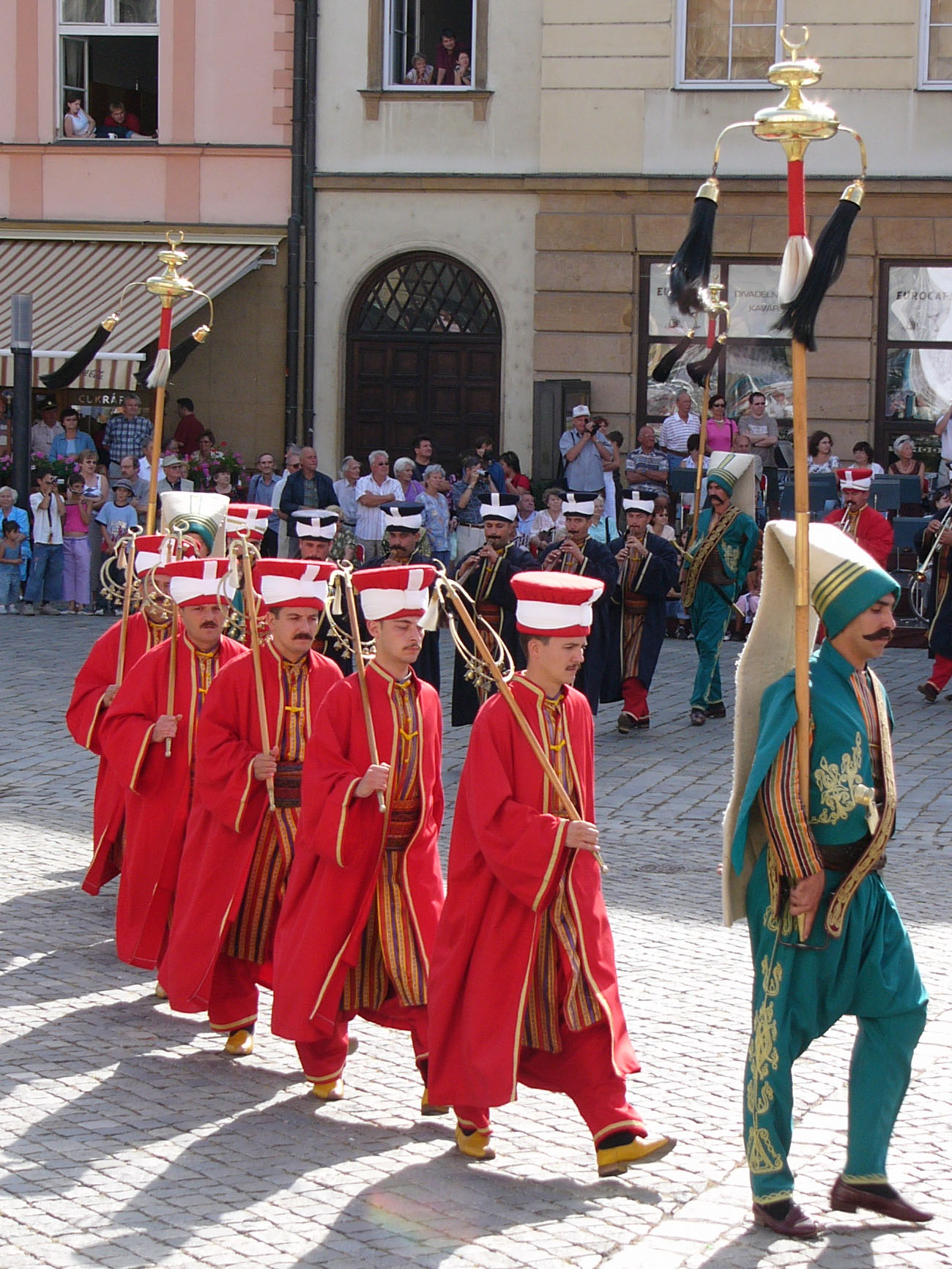
Suonatore di çevgen in una Mehterhâne

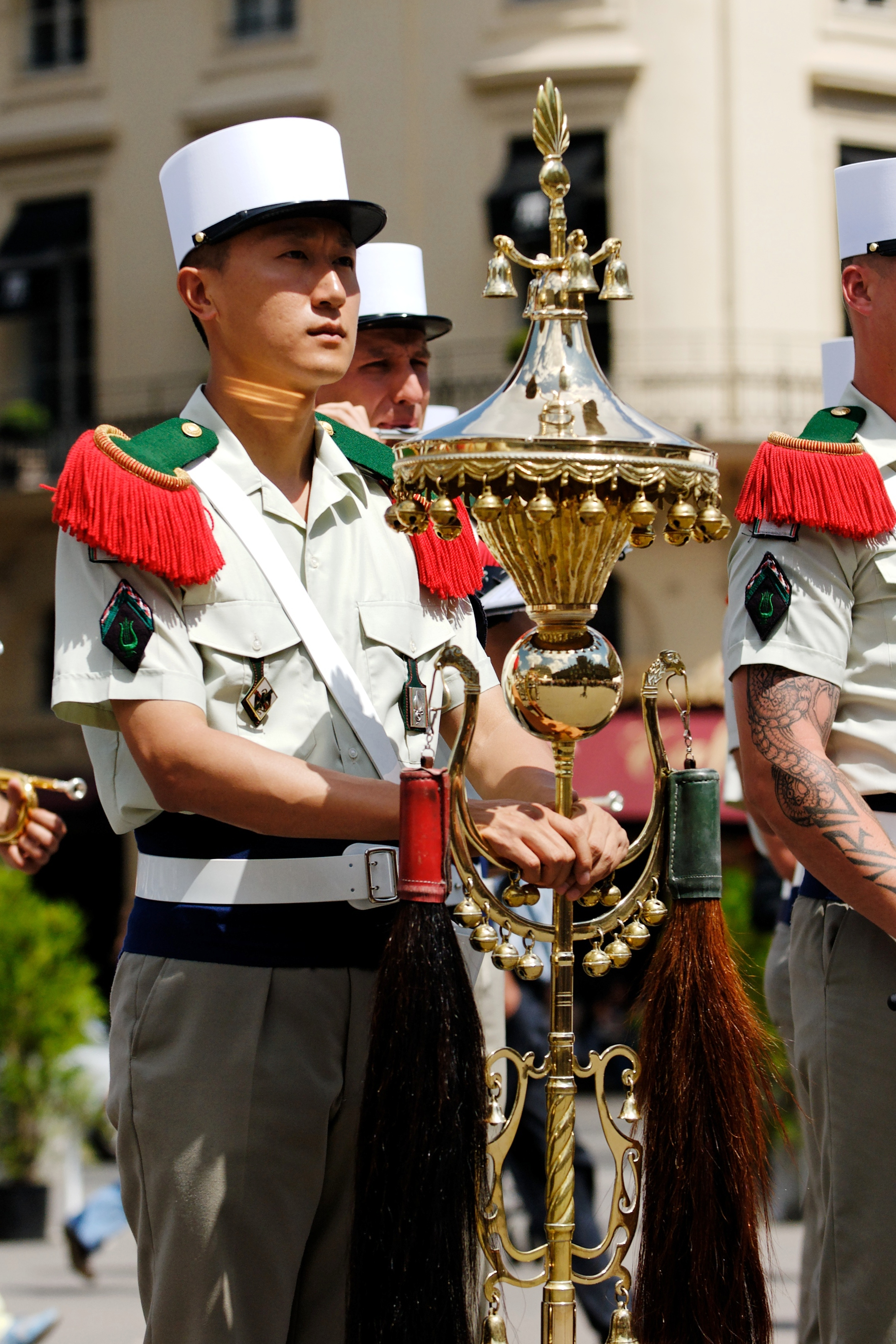
Chapeau chinois della Legione straniera francese. Si può osservare come un oggetto onorato nella maggior parte dei video di musica della legione, come.

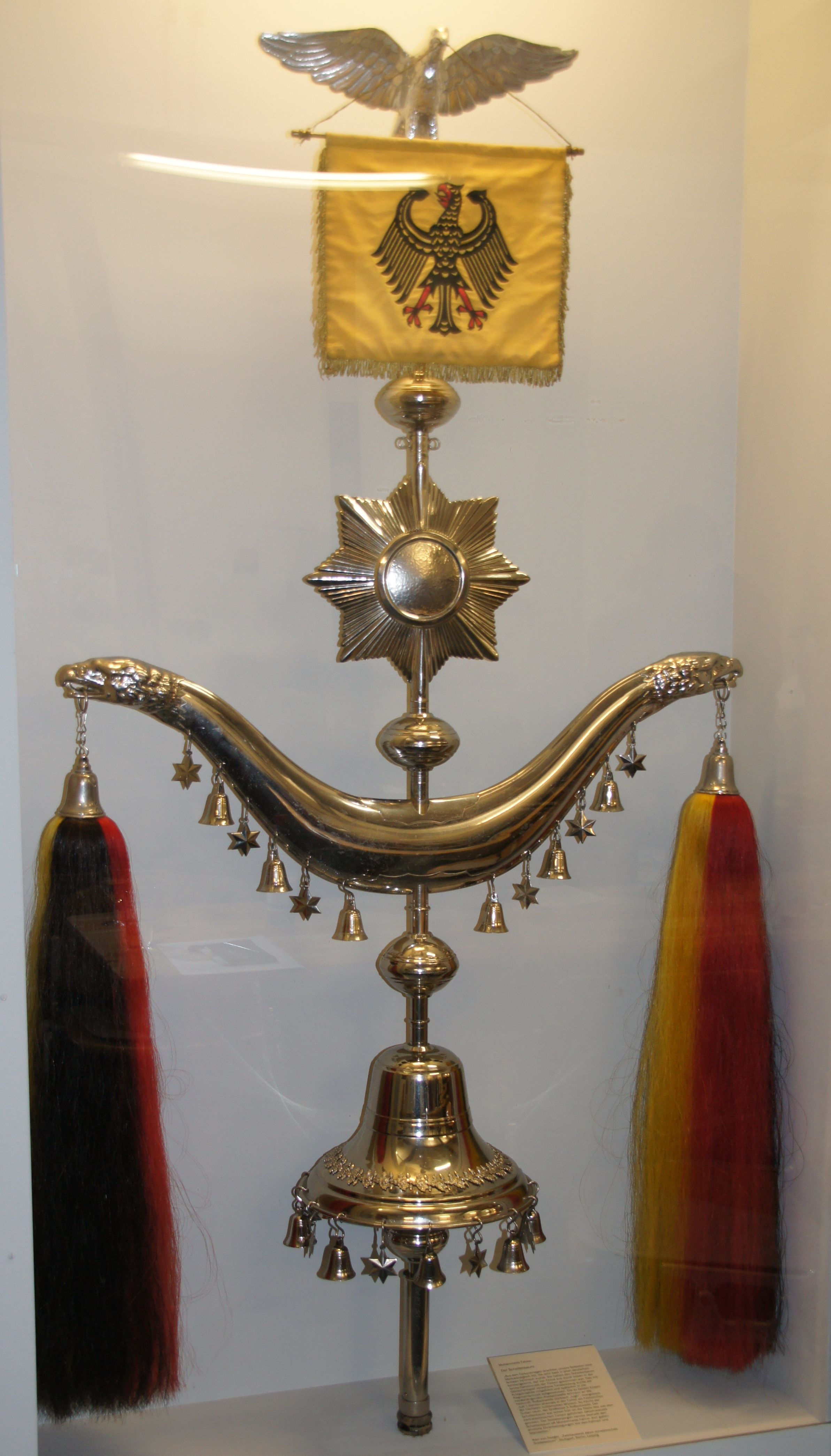
Schellenbaum della Bundeswehr tedesca

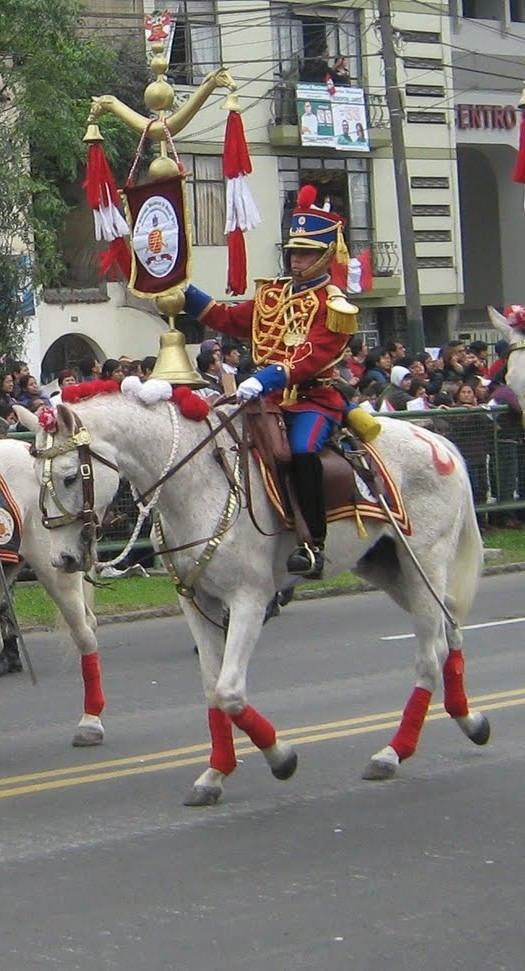
Un ufficiale del 1º reggimento di cavalleria peruviano "Gloriosi Ussari di Junín" che porta un crescente turco

La mezzaluna turca o crescente turco (in turco: çevgen; in inglese turkish jingle o jingling johnny; in tedesco schellenbaum; in francese chapeau chinois o pavillon chinois; anche çağana) è uno strumento a percussione tradizionalmente usato dalle bande militari. In alcuni contesti serve anche come trofeo di battaglia o oggetto di venerazione.

## Descrizione
Lo strumento, generalmente lungo da 2 a 2,5 m, è costituito da un palo di legno verticale sormontato da un ornamento conico in ottone e con traverse a forma di mezzaluna, anch'esse in ottone. Numerose campane sono attaccate alle traverse e altrove sullo strumento. Spesso due pennacchi di coda di cavallo di diversi colori sono sospesi a una delle mezzelune; di tanto in tanto essi hanno la punta rossa, simbolo del campo di battaglia. Non esiste una configurazione standard per lo strumento, e dei tanti conservati nei musei, quasi non ce ne sono due uguali.
Lo strumento viene tenuto in verticale e quando viene suonato viene scosso su e giù o ruotato alternamente. A volte c'è un meccanismo a manovella per ruotarlo. Oggi lo strumento è importante nelle bande musicali della Bundeswehr tedesca, della Legione straniera francese, delle forze armate russe, delle forze armate cilene e nelle bande militari ottomane. Alcune musiche folk presentano strumenti simili basati su un bastone di legno con accessori tintinnanti. Un esempio folk notevole è il "lagerphone" australiano, realizzato inchiodando tappi di bottiglia a corona, provenienti da bottiglie di birra, su un manico di scopa di legno, e usato per fornire un ritmo percussivo per una canzone folk o una danza del bush.

## Aspetti non musicali
Le mezzelune turche avevano un valore simbolico per le unità militari che le usavano. È noto che l'88º Reggimento di fanteria ("Connaught Rangers") ne catturò uno nella Battaglia di Salamanca nel 1812. Esso divenne oggetto di orgoglio e venerazione durante le parate cerimoniali del reggimento. All'inizio del XX secolo, le mezzelune turche venivano utilizzate nelle processioni in onore di importanti dignitari. Esse erano fatte abilmente roteare da artisti dal portamento altero, proprio come le mazze sono fatte volteggiare oggi dai mazzieri. Questo aspetto sopravvive oggi nell'uso delle mezzelune turche come oggetti prevalentemente simbolici nelle bande militari.

## Storia
Lo strumento ha probabilmente antecedenti nelle mazze usate dai tengristi dell'Asia centrale. Strumenti simili si trovano nella musica antica cinese, forse provenienti dalle stesse fonti dell'Asia centrale (turca).
Gli europei lo conoscevano nel XVI secolo. Nel XVIII secolo, esso faceva parte delle bande ottomane dei Giannizzeri che erano fonte di molto interesse in Europa, e nel XIX secolo era ampiamente usato nelle bande militari europee. Fu abbandonato dagli inglesi a metà del XIX secolo ma sopravvive oggi, in forma alterata, in Germania e nei Paesi Bassi, oltre in due bande militari in Francia (la Legione straniera francese e il 1º reggimento Spahi). Si trova anche nelle bande militari della Federazione Russa, dell'Ucraina, Bielorussia, Azerbaigian, Kazakistan, Cile, Perù, Bolivia e Brasile (esempi brasiliani sono la "Banda Marcial dos Fuzilieiros Navais" e la banda del primo reggimento di cavalleria delle guardie "Dragoni dell'indipendenza"). La sua presenza nelle bande di Cile, Brasile e Bolivia è dovuta alle influenze militari prussiane che arrivarono in questi paesi tra la fine del XIX e l'inizio del XX secolo. Il suo periodo di massimo splendore in Europa andò dalla metà del XVIII alla metà del XIX secolo, quando era comunemente suonato da africani neri vestiti in modo elaborato, che facevano ogni sorta di contorsioni mentre suonavano. Alcuni di questi gesti sopravvivono oggi, nel bastone volteggiato da tamburini bassi e tenori. Un aspetto degli elaborati costumi sopravvive nel grembiule in pelle di leopardo indossato dai tamburini bassi nelle bande militari britanniche; tuttavia l'uso del "Jingling Johnny" fu interrotto nell'esercito britannico nel 1837. Nel 1881, l'imperatore tedesco Guglielmo I regalò una mezzaluna turca al re Hawaiiano David Kalākaua in occasione della visita del re a Berlino durante il suo viaggio intorno al mondo recante la scritta No ka hoomanao ana ia Berlin ("per commemorare Berlino"), che fu poi utilizzata dalla Royal Hawaiian Band. A metà del XIX secolo questo strumento fu sostituito nella maggior parte delle bande dal Glockenspiel, il quale era portato in modo simile ma poteva essere suonato musicalmente.

## Utilizzo in opere musicali specifiche
- La mezzaluna turca figura in primo piano nella Marche pour la Cérémonie des Turcs, parte della musica di Jean-Baptiste Lully per la comédie-ballet di Molière Le Bourgeois gentilhomme (1670).
- Esso fu usato dal compositore Joseph Haydn nella sua Sinfonia n. 100 (1794).
- Si dice che Beethoven abbia fatto uso della Jingling Johnny o della mezzaluna turca nel finale della sua Nona Sinfonia,[15][16] sebbene esso non venga specificato nella partitura.
- Hector Berlioz lo usò nel suo enorme pezzo per banda di fiati militari con coro opzionale e organo Grande symphonie funèbre et triomphale (1840). Il suo "ensemble da sogno" di 467 strumentisti includeva quattro padiglioni cinesi tra i suoi 53 strumenti a percussione.[6] Egli disse dello strumento:

- La Marcia Nobles of the Mystic Shrine (1923) di John Philip Sousa prevedeva anche l'uso della mezzaluna turca.[9]